# Штейн, Артур
Артур Штейн (нем. Arthur Stein) (22 января 1888 г., Цюрих — 23 марта 1978 г., Берн) — профессор кафедры философии, теоретической педагогики и истории педагогики Бернского университета (1945—1955). Сын Людвига Штейна и Хедвиг Шнелл.
Окончил школу в Берне, изучал философию в университетах Берлина, Фрайбурга и Берна. В 1912 году в Фрайбургском университете защитил диссертацию по творчеству Вильгельма Дильтея. В 1918—1925 и 1932—1946 учительствовал в средней школы в Бургдорфе. Профессор кафедры философии, теоретической педагогики и истории педагогики Бернского университета. 1931—1932 редактор журнала «Архив истории философии» (Archiv für Geschichte der Philosophie. VaduzLiechtenstein: Topos-Verlag, 1888—1932). В центре внимания исследования были мысли Иоганна Генриха Песталоцци и их влияние Готфрида Вильгельма Лейбница и Иммануила Канта, а также философские взгляды Иоханнеса Нидерера (1779—1843).

## Основные произведения
- Stein, Arthur. Der Begriff des Geistes bei Dilthey. — Bern : Drechsel, 1913. — VIII, 108 S.
- Stein, Arthur. Pestalozzi und die Kantische Philosophie. — Tübingen : J. C. B. Mohr, 1927. — XXI, 218 S.
- Stein, Arthur. Pestalozzi und Leibniz // Jahrbuch der Schweizerischen Philosophischen Gesellschaft (5, 1945). — Basel: Verl. für Recht u. Ges., 1945. — S. 120—210.